# Saab 92
Saab 92 – samochód osobowy produkowany przez szwedzką markę Saab w latach 1949–1956. Pojazd po raz pierwszy został zaprezentowany w 1949 roku.

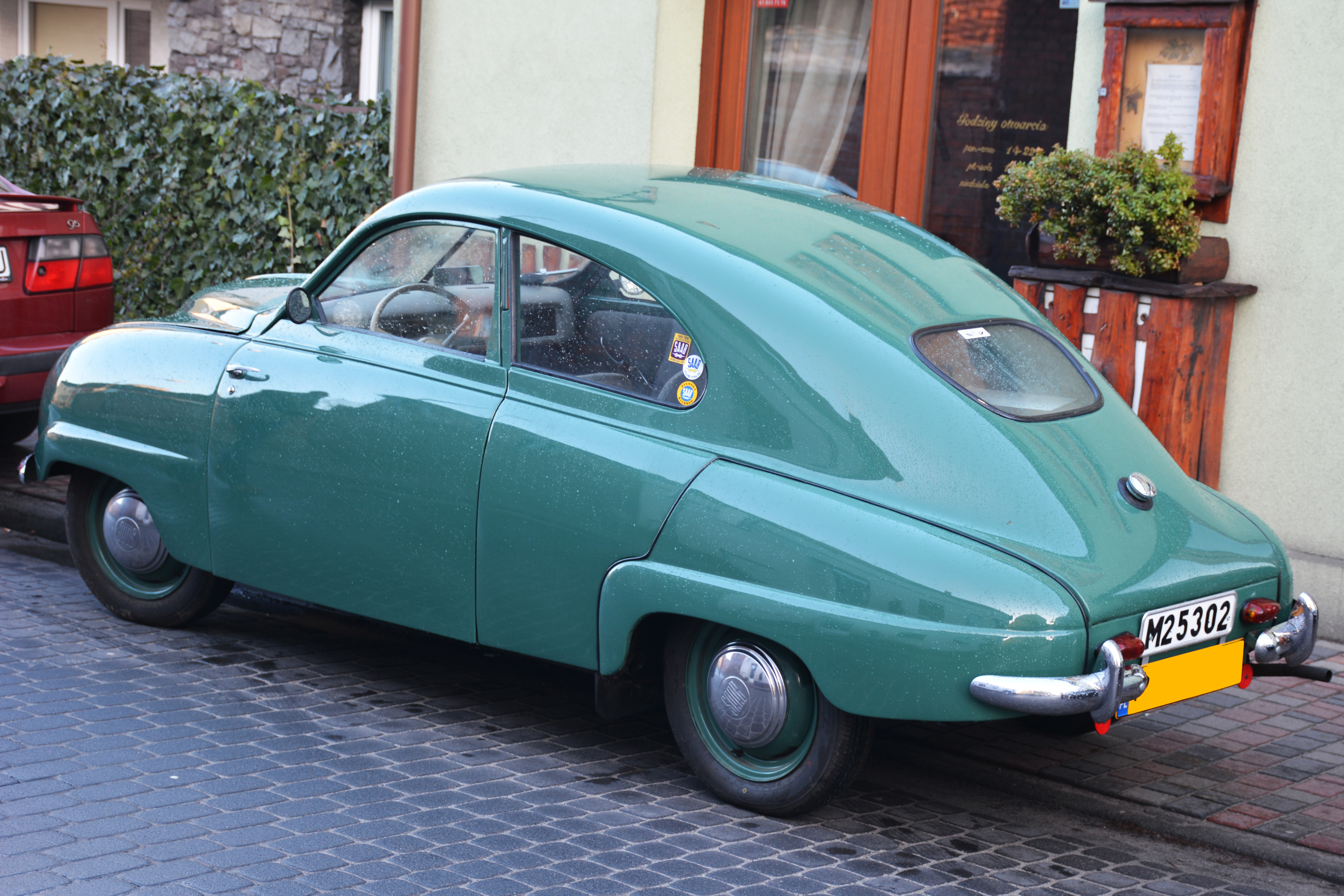
Tył 92a z 1951 roku

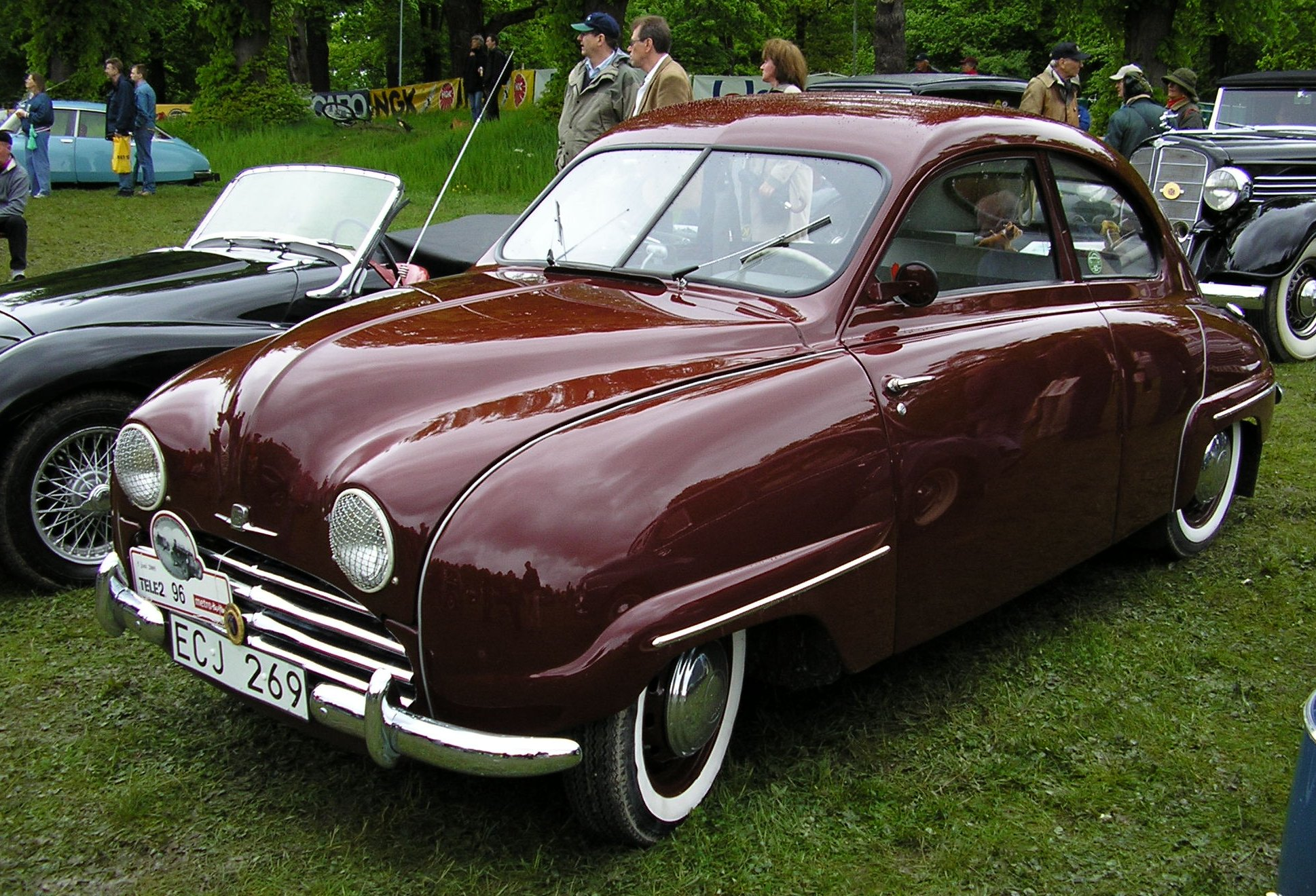
Saab 92b z 1955 roku

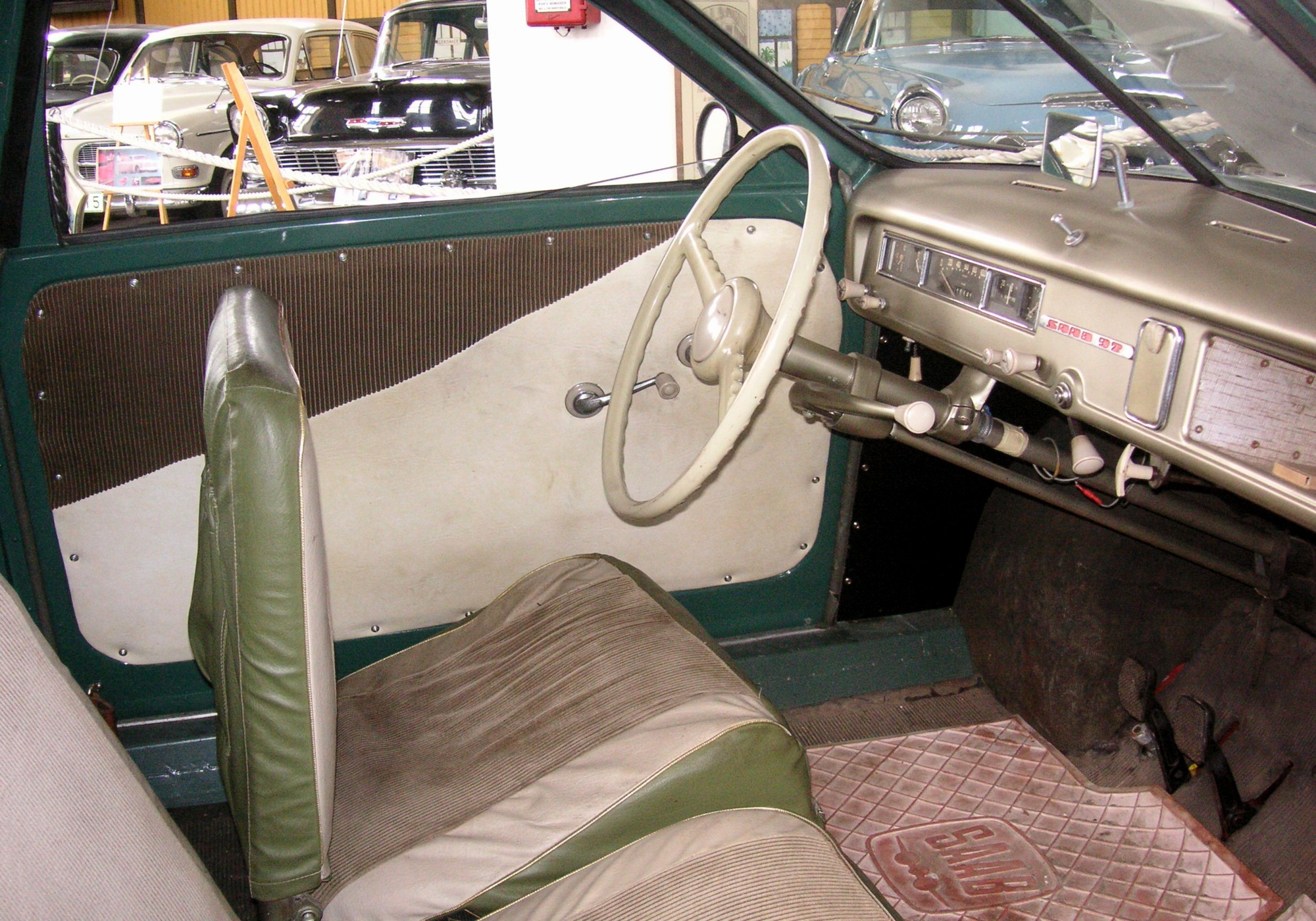
Wnętrze 92a z 1951 roku

## Saab 92a
Pierwszy prototyp pierwszego pojazdu marki Saab powstał w 1947 roku. Został on nazwany Ursaab. W grudniu 1949 roku rozpoczęto produkcję seryjnej wersji pojazdu pod nazwą 92. W stosunku do prototypu zmianie uległo głównie nadwozie zwłaszcza w przedniej części. Reflektory ustawiono pionowo oraz odsłonięto przednie koła. Pojedyncza, centralnie umieszczona lampa tylna zastąpiona została dwoma oddzielnymi. Podobnie jak prototyp pojazd nie posiadał klapy bagażnika. Dostęp do niego odbywał się od środka. Zamiast kierunkowskazów zamontowano pomarańczowe strzałki wskazujące kierunek jazdy. Jako wyposażenie standardowe pojazd otrzymał apteczkę.
Samochód został wyposażony w dwusuwowy, dwucylindrowy silnik benzynowy konstrukcji DKW o pojemności 764 cm3 i mocy 25 KM, który za pomocą trzybiegowej manualnej skrzyni biegów przekazywał napęd na przód pojazdu.
W pierwszym roku produkcji pojazdu (1950) wyprodukowano zaledwie 700 egzemplarzy pojazdu. Wszystkie auta polakierowane były w kolorze ciemnozielonym. Powodem były zapasy niewykorzystanej farby z czasów II wojny światowej. Model ten, znany jest dzisiaj jako model 92a. Wyprodukowano 14 828 egzemplarzy tej wersji.

## Saab 92b
Na rok modelowy 1953 przygotowano zmodyfikowaną wersję, zwaną 92b. Pojawiła się klapa bagażnika oraz zwiększono jego pojemność o 1/3. Na poprawę funkcjonalności wnętrza wpłynęło także zastosowanie wyjmowanej klapy bagażnika. Powiększona została także tylna szyba. Przy okazji, dzięki zastosowaniu nowego gaźnika Solex32BI moc silnika wzrosła o 3 KM. Wraz z modyfikacją poszerzono paletę kolorów. Oprócz zielonego, dostępne były: szary, szaroniebieski, czarny i bordowy. 
Produkcję pojazdu zakończono w 1956 roku po wyprodukowaniu 20 128 egzemplarzy obu wersji.

## Silnik
| 764 | R2 | dwusuw wolnossący | gaźnik | 25/28 (18,6) / 4000 | 70/1500 | 100 | 22 |

## Informacje

### Saab 92 dziś
Do Polski w 2008 roku staraniem jednego z pasjonatów Saabów oraz członka klubu SAAB GT-Classic trafił pierwszy egzemplarz modelu:
1. Saab 92 (model z roku 1950)[1]